# Good News (film 1930)
Good News è un film del 1930 diretto da Nick Grinde. Basato sull'omonimo musical che, nel 1927, era stato uno dei grandi successi di Broadway, il film aveva come interpreti Mary Lawlor, Stanley Smith, Bessie Love, Cliff Edwards, Gus Shy, Lola Lane. Protagonista nel ruolo dell'ingenua, Mary Lawlor, che proveniva dallo spettacolo teatrale come anche Gus Shy
Nel 1947, la MGM produsse un altro adattamento cinematografico del musical; anche questo con il titolo Good News, fu diretto da Charles Walters e interpretato da June Allyson e Peter Lawford.

## Trama
Astro del football del Tait College, per lo sport Tom Marlowe trascura gli studi compromettendo le possibilità del team scolastico di cui fa parte: Bobby, una matricola che fa la corte, riuscendo a conquistarla, a Babe, la vamp della scuola e Connie, innamorata di Tom. Anche se tutti quanti preferiscono la Varsity Drag allo studio, Tom alla fine riesce a recuperare per merito dell'aiuto del professor Kenyon.

## Produzione
Il film fu prodotto dalla Metro-Goldwyn-Mayer (MGM) con il titolo di lavorazione Hip Hip Happy. La registrazione del sonoro, in Movietone, fu diretta da Douglas Shearer.

### Soggetto
Il musical Good News di Lawrence Schwab, Lew Brown, Frank Mandel, B. G. DeSylva e Ray Henderson, da cui è tratto il film, aveva avuto un enorme successo a New York dove era rimasto in scena per 557 volte, dal 6 settembre 1927 al 1º maggio 1929, successo replicato nel 1928 anche a Londra, con George Murphy nel ruolo del protagonista

## Distribuzione
Il copyright del film, richiesto dalla Metro-Goldwyn-Mayer Distributing Corp., fu registrato il 25 agosto 1930 con il numero LP1506.
Distribuito dalla Metro-Goldwyn-Mayer (MGM), il film uscì nelle sale cinematografiche statunitensi il 23 agosto 1930. In Finlandia, venne distribuito il 27 aprile 1921, in Danimarca il 9 luglio 1931, in Svezia il 3 agosto 1931, in Portogallo il 23 novembre 1931.